# Goni Naor
Goni Naor (in ebraico גוני נאור‎?; Har Adar, 23 aprile 1999) è un calciatore israeliano, centrocampista dell'Hapoel Tel Aviv in prestito dal Maccabi Haifa.

## Carriera

### Club
Cresciuto nel settore giovanile dell'Hapoel Katamon G., debutta in prima squadra il 4 gennaio 2018 in occasione del match di Coppa d'Israele perso 2-1 contro il Beitar Kfar Saba.

## Statistiche
Statistiche aggiornate al 18 maggio 2022.

### Presenze e reti nei club
| Stagione        | Squadra            | Campionato      | Campionato | Campionato | Coppe nazionali | Coppe nazionali | Coppe nazionali | Coppe continentali | Coppe continentali | Coppe continentali | Altre coppe | Altre coppe | Altre coppe | Totale | Totale | Totale |
| Stagione        | Squadra            | Comp            | Pres       | Reti       | Comp            | Pres            | Reti            | Comp               | Pres               | Reti               | Comp        | Pres        | Reti        | Pres   | Reti   |        |
| --------------- | ------------------ | --------------- | ---------- | ---------- | --------------- | --------------- | --------------- | ------------------ | ------------------ | ------------------ | ----------- | ----------- | ----------- | ------ | ------ | ------ |
| 2017-2018       | Hapoel Katamon G.  | LL              | 5          | 0          | CI+TC           | 1+0             | 0               |                    | -                  | -                  |             | -           | -           | 6      | 0      |        |
| 2018-2019       | Hapoel Katamon G.  | LL              | 13         | 0          | CI+TC           | 0               | 0               |                    | -                  | -                  |             | -           | -           | 13     | 0      |        |
| 2019-2020       | Hapoel Katamon G.  | LL              | 33         | 2          | CI+TC           | 1+0             | 0               |                    | -                  | -                  |             | -           | -           | 34     | 2      |        |
| 2020-2021       | Hapoel Gerusalemme | LL              | 28         | 2          | CI+TC           | 0               | 0               |                    | -                  | -                  |             | -           | -           | 28     | 2      |        |
| 2021-2022       | Hapoel Gerusalemme | LHA             | 26         | 1          | CI+TC           | 1+5             | 0+1             |                    | -                  | -                  |             | -           | -           | 32     | 2      |        |
| Totale carriera | Totale carriera    | Totale carriera | 105        | 5          |                 | 8               | 1               |                    | -                  | -                  |             | -           | -           | 113    | 6      |        |